# Икшево
Икшево — деревня в Гусь-Хрустальном районе Владимирской области России, входит в состав муниципального образования «Посёлок Золотково».

## География
Деревня расположена в 10 км на юг от центра поселения посёлка Золотково и в 46 км на юго-восток от Гусь-Хрустального на автодороге 17Н-27 Гусь-Хрустальный - Купреево.

## История
Деревня Икшево впервые упоминается в писцовых книгах 1628-29 годов в составе Черсевского прихода, в ней тогда было 1 двор приказчиков и 1 крестьянский. В конце XIX века в деревне было 66 дворов, имелась школа грамоты, в которой в 1896 году было 15 учащихся.
В XIX и первой четверти XX века деревня входила в состав Черсевской волости Меленковского уезда.
С 1929 года деревня входила в состав Василевского сельсовета Гусь-Хрустального района, с 1935 по 1963 год — в составе Курловского района.

## Население
| 1859 | 1897 | 1926 |
| ---- | ---- | ---- |
| 455  | 662  | 1087 |

| 1859 | 1897 | 1905  | 1926  | 2002 | 2010 | 2021 |
| ---- | ---- | ----- | ----- | ---- | ---- | ---- |
| 455  | ↗662 | ↗1097 | ↘1087 | ↘431 | ↘309 | ↘219 |